# Rita Camata
Rita de Cássia Paste Camata (Conceição do Castelo, 1º de janeiro de 1961), é uma jornalista e política brasileira. Como esposa do 40.º governador do Espírito Santo, Gerson Camata, foi primeira-dama do estado, entre 1983 e 1986, além de deputada federal por cinco mandatos.

## Dados biográficos

### Vida pessoal
Filha de Antônio Paste e de Anidis Venturim Paste, pequenos agricultores de ascendência italiana. Em 1981, ingressou na Universidade Federal do Espírito Santo (UFES) e nesse mesmo ano casou-se com o deputado federal Gerson Camata, tornando-se primeira-dama após a eleição do marido como governador do Espírito Santo em 1982, sendo empossado em 15 de março do ano seguinte. Graduada em 1985, Rita Camata dirigiu a Unidade Comunitária de Integração Social (UCIS) durante o governo do marido, posição que lhe garantiu estatura política.

### Carreira política
Filiada ao PMDB desde 1982, foi eleita presidente do diretório municipal da legenda em Vitória, em 1985, ao derrotar a também jornalista Rose de Freitas e nesse mesmo ano apoiou a candidatura vitoriosa de Hermes Laranja a prefeito da capital capixaba. Eleita deputada federal em 1986, 1990, 1994 e 1998, participou da Assembleia Nacional Constituinte que elaborou a Constituição de 1988 e votou pelo impeachment do presidente Fernando Collor em 29 de setembro de 1992.
Em 2002, foi candidata a vice-presidente da República pela coligação Grande Aliança (PSDB-PMDB) sob a liderança do senador José Serra, foram derrotados em segundo turno pela chapa Lula-José Alencar (PT-PL-PCdoB-PCB-PMN). Secretária de Desenvolvimento, Infraestrutura e Transportes do governo Paulo Hartung, foi eleita para o quinto mandato de deputada federal em 2006.
Filiou-se ao PSDB em 2009 e disputou, sem sucesso, um mandato de senadora pelo Espírito Santo em 2010.
Seus feitos mais conhecidos no Brasil são o Estatuto da Criança e do Adolescente, relatado por ela e sancionado pelo presidente Fernando Collor de Mello e a Lei de Responsabilidade Fiscal, relatada por ela e sancionada pelo presidente Fernando Henrique Cardoso.